# Холгар Дански
Холгар Дански (дан. Holger Danske) је јунак из данске епске поезије, који се најраније помиње у старофранцуском chanson de geste. Холгар је „национална персонификација“, у овом случају Данске. 
Легенда говори да је био син Гудфреда, краља Данске. По предању имао је сина, кога је убио Карло Млађи, син Карла Великог. Холгар се заклео у освету, јурио Карла Млађег и убио га, а замало да му је успело да убије и самог Карла Великог. Водио је рат против Карла Великог седам година, да би се помирио са Карлом и са њим заједно кренуо у бој против Арапа, где је Холгар убио Дива Брехуса. 
Историјска позадина легенде је рат краља Гудфреда против Карла Великог у време највећег успона Франачког царства. Гудфред је после дуготрајног и мучног ратовања успео да заустави франачку експанзију на Фризију и Шлезвиг, након чега је следило примирје између оба владара.
Као Фридрих Барбароса или краљ Артур, и Холгар Дански у данској легенди није стварно умро, него је такозвани краљ брда, који спава дубоки сан негде у дворцу Кронборгу, до оног дана кад Данцима запрети највећа опасност; тог дана ће устати из сна и повести свој народ у слободу. 